# Wielki Szlem (tenis)
Wielki Szlem – w tenisie odniesienie zwycięstw przez zawodnika, zawodniczkę lub parę (męską, żeńską albo mieszaną) we wszystkich czterech największych turniejach w danej konkurencji, tzn. albo w grze pojedynczej, albo w grze podwójnej, albo w grze mieszanej. Wspomniane cztery turnieje – międzynarodowe mistrzostwa Australii, Francji, Wielkiej Brytanii i Stanów Zjednoczonych – nazywane są turniejami wielkoszlemowymi.
Wyróżnia się kilka rodzajów tenisowych Wielkich Szlemów:
- Klasyczny lub Kalendarzowy Wielki Szlem – jeśli zawodnik wygra cztery turnieje wielkoszlemowe w jednym sezonie
- Niekalendarzowy Wielki Szlem – jeśli zawodnik wygra cztery turnieje wielkoszlemowe z rzędu, ale na przełomie dwóch sezonów
- Karierowy Wielki Szlem – jeśli zawodnik wygra w trakcie całej kariery sportowej każdy z turniejów wielkoszlemowych co najmniej raz
- Złoty Wielki Szlem – jeśli zawodnik wygra w jednym sezonie cztery turnieje wielkoszlemowe i zdobędzie złoty medal olimpijski
- Karierowy Złoty Wielki Szlem – jeśli zawodnik wygra w trakcie całej kariery sportowej co najmniej raz każdy z turniejów wielkoszlemowych i zdobędzie złoty medal olimpijski
- Mały Szlem – jeśli zawodnik wygra w jednym sezonie trzy z czterech turniejów wielkoszlemowych

## Klasyczny Wielki Szlem
W historii tenisa odnotowano jedynie pięciu zdobywców Klasycznego Wielkiego Szlema (inaczej Kalendarzowego Wielkiego Szlema) w grze pojedynczej, którzy uczynili to sześciokrotnie. Trzy z Wielkich Szlemów zostały zdobyte po rozpoczęciu tenisowej ery open (Margaret Smith Court, Steffi Graf i Rod Laver).
Zdobywczynie Klasycznego Wielkiego Szlema w grze pojedynczej
- Maureen Connolly (1953)
- Margaret Smith Court (1970)
- Steffi Graf (1988)

Zdobywcy Klasycznego Wielkiego Szlema w grze pojedynczej
- Don Budge (1938)
- Rod Laver (1962, 1969)

Zdobywczynie Klasycznego Wielkiego Szlema w grze podwójnej
- Maria Bueno (1960)
- Martina Navrátilová i  Pam Shriver (1984)
- Martina Hingis (1998)

Zdobywcy Klasycznego Wielkiego Szlema w grze podwójnej
- Frank Sedgman i  Ken McGregor (1951)

Zdobywcy Klasycznego Wielkiego Szlema w grze mieszanej
- Margaret Smith Court i  Ken Fletcher (1963)
- Margaret Smith Court (1965)
- Owen Davidson (1967)

## Niekalendarzowy Wielki Szlem
Zdobywczynie Niekalendarzowego Wielkiego Szlema
- Maureen Connolly (Wimbledon 1952 – French Championships 1953)
- Margaret Smith Court (US Open 1969 – Wimbledon 1970)
- Martina Navrátilová (French Open 1984 – Australian Open 1985)
- Steffi Graf (French Open 1988 – Australian Open 1989 i French Open 1993 – Australian Open 1994)
- Serena Williams (French Open 2002 – Australian Open 2003 i US Open 2014 – Wimbledon 2015)

Zdobywczynie Niekalendarzowego Wielkiego Szlema w grze podwójnej
- Gigi Fernández i  Natalla Zwierawa (French Open 1992 – Wimbledon 1993)
- Serena Williams i  Venus Williams (Wimbledon 2009 – French Open 2010)

Zdobywcy Niekalendarzowego Wielkiego Szlema
- Don Budge (Wimbledon 1937 – French Championships 1938)
- Novak Đoković (Wimbledon 2015 – French Open 2016)

Zdobywcy Niekalendarzowego Wielkiego Szlema w grze podwójnej
- Bob Bryan i  Mike Bryan (US Open 2012 – Wimbledon 2013)

## Karierowy Wielki Szlem
Karierowy Wielki Szlem to termin używany, gdy zawodnik w czasie całej swojej kariery wygra wszystkie cztery turnieje Wielkiego Szlema. Dokonało tego 18 zawodników – ośmiu mężczyzn i dziesięć kobiet, lecz tylko pięciu tenisistom (Rod Laver, Andre Agassi, Roger Federer, Rafael Nadal, Novak Đoković) i siedmiu tenisistkom (Margaret Smith Court, Billie Jean King, Chris Evert, Martina Navrátilová, Steffi Graf, Serena Williams, Marija Szarapowa) udało się to zrobić w okresie tzw. open ery.
Zdobywcy Karierowego Wielkiego Szlema
- Fred Perry (1933, 1934, 1935)
- Don Budge (1937, 1938)
- Rod Laver (1960, 1961, 1962)
- Roy Emerson (1961, 1963, 1964)
- Andre Agassi (1992, 1994, 1995, 1999)
- Roger Federer (2003, 2004, 2009)
- Rafael Nadal (2005, 2008, 2009, 2010)
- Novak Đoković (2008, 2011, 2016)

Zdobywczynie Karierowego Wielkiego Szlema
- Maureen Connolly (1951, 1952, 1953)
- Doris Hart (1949, 1950, 1951, 1954)
- Shirley Fry (1951, 1956, 1957)
- Margaret Smith Court (1960, 1962, 1963)
- Billie Jean King (1966, 1967, 1968, 1972)
- Chris Evert (1974, 1975, 1982)
- /  Martina Navrátilová (1978, 1981, 1982, 1983)
- Steffi Graf (1987, 1988)
- Serena Williams (1999, 2002, 2003)
- Marija Szarapowa (2004, 2006, 2008, 2012)

## Złoty Wielki Szlem
Złoty Wielki Szlem (Golden Grand Slam) ma miejsce, gdy zawodnik lub zawodniczka wygra wszystkie turnieje wielkoszlemowe w sezonie oraz zdobędzie złoty medal letnich igrzysk olimpijskich. Termin powstał w roku 1988 na określenie wyczynu Niemki Steffi Graf, która zdobyła Klasycznego Wielkiego Szlema i złoty medal igrzysk olimpijskich w Seulu. Graf miała szczęście, ponieważ zdobyła Wielkiego Szlema akurat w roku, w którym tenis powracał na areny igrzysk olimpijskich jako oficjalna dyscyplina. Graf pozostaje jedyną w historii zawodniczką, która zdobyła Złotego Wielkiego Szlema.
Drugim rodzajem Złotego Wielkiego Szlema jest Szlem Karierowy. Ma on miejsce, gdy zawodnik lub zawodniczka wygra cztery turnieje wielkoszlemowe oraz złoty medal igrzysk olimpijskich w trakcie całej kariery zawodowej.
Zdobywczynie Złotego Wielkiego Szlema w grze pojedynczej
- Steffi Graf (1988)

Zdobywcy Karierowego Złotego Wielkiego Szlema w grze pojedynczej
- Steffi Graf (French Open 1987, Australian Open 1988, Wimbledon 1988, US Open 1988, Igrzyska Olimpijskie 1988)
- Andre Agassi (Wimbledon 1992, US Open 1994, Australian Open 1995, Igrzyska Olimpijskie 1996, French Open 1999)
- Rafael Nadal (French Open 2005, Wimbledon 2008, Igrzyska Olimpijskie 2008, Australian Open 2009, US Open 2010)
- Serena Williams (US Open 1999, French Open 2002, Wimbledon 2002, Australian Open 2003, Igrzyska Olimpijskie 2012)
- Novak Đoković (Australian Open 2008, Wimbledon 2011, US Open 2011, French Open 2016, Igrzyska Olimpijskie 2024)

Zdobywcy Karierowego Złotego Wielkiego Szlema w grze podwójnej
- Todd Woodbridge i  Mark Woodforde (Australian Open 1992, US Open 1992, Wimbledon 1993, Igrzyska Olimpijskie 1996, French Open 2000)
- Serena Williams i  Venus Williams (French Open 1999, US Open 1999, Wimbledon 2000, Igrzyska Olimpijskie 2000, Australian Open 2001, Igrzyska Olimpijskie 2008)
- Barbora Krejčíková i  Kateřina Siniaková (French Open 2018, Wimbledon 2018, Igrzyska Olimpijskie 2020, Australian Open 2022, US Open 2022)

## Historia Wielkiego Szlema od 1990 roku

### Kobiety
| Rok  | Australian Open        | French Open             | Wimbledon           | US Open                 |
| ---- | ---------------------- | ----------------------- | ------------------- | ----------------------- |
| 2025 | Madison Keys           | Coco Gauff              | Iga Świątek         |                         |
| 2024 | Aryna Sabalenka        | Iga Świątek             | Barbora Krejčíková  | Aryna Sabalenka         |
| 2023 | Aryna Sabalenka        | Iga Świątek             | Markéta Vondroušová | Coco Gauff              |
| 2022 | Ashleigh Barty         | Iga Świątek             | Jelena Rybakina     | Iga Świątek             |
| 2021 | Naomi Ōsaka            | Barbora Krejčíková      | Ashleigh Barty      | Emma Raducanu           |
| 2020 | Sofia Kenin            | Iga Świątek             | nie rozgrywano      | Naomi Ōsaka             |
| 2019 | Naomi Ōsaka            | Ashleigh Barty          | Simona Halep        | Bianca Andreescu        |
| 2018 | Caroline Wozniacki     | Simona Halep            | Angelique Kerber    | Naomi Ōsaka             |
| 2017 | Serena Williams        | Jeļena Ostapenko        | Garbiñe Muguruza    | Sloane Stephens         |
| 2016 | Angelique Kerber       | Garbiñe Muguruza        | Serena Williams     | Angelique Kerber        |
| 2015 | Serena Williams        | Serena Williams         | Serena Williams     | Flavia Pennetta         |
| 2014 | Li Na                  | Marija Szarapowa        | Petra Kvitová       | Serena Williams         |
| 2013 | Wiktoryja Azaranka     | Serena Williams         | Marion Bartoli      | Serena Williams         |
| 2012 | Wiktoryja Azaranka     | Marija Szarapowa        | Serena Williams     | Serena Williams         |
| 2011 | Kim Clijsters          | Li Na                   | Petra Kvitová       | Samantha Stosur         |
| 2010 | Serena Williams        | Francesca Schiavone     | Serena Williams     | Kim Clijsters           |
| 2009 | Serena Williams        | Swietłana Kuzniecowa    | Serena Williams     | Kim Clijsters           |
| 2008 | Marija Szarapowa       | Ana Ivanović            | Venus Williams      | Serena Williams         |
| 2007 | Serena Williams        | Justine Henin           | Venus Williams      | Justine Henin           |
| 2006 | Amélie Mauresmo        | Justine Henin-Hardenne  | Amélie Mauresmo     | Marija Szarapowa        |
| 2005 | Serena Williams        | Justine Henin-Hardenne  | Venus Williams      | Kim Clijsters           |
| 2004 | Justine Henin-Hardenne | Anastasija Myskina      | Marija Szarapowa    | Swietłana Kuzniecowa    |
| 2003 | Serena Williams        | Justine Henin-Hardenne  | Serena Williams     | Justine Henin-Hardenne  |
| 2002 | Jennifer Capriati      | Serena Williams         | Serena Williams     | Serena Williams         |
| 2001 | Jennifer Capriati      | Jennifer Capriati       | Venus Williams      | Venus Williams          |
| 2000 | Lindsay Davenport      | Mary Pierce             | Venus Williams      | Venus Williams          |
| 1999 | Martina Hingis         | Steffi Graf             | Lindsay Davenport   | Serena Williams         |
| 1998 | Martina Hingis         | Arantxa Sánchez Vicario | Jana Novotná        | Lindsay Davenport       |
| 1997 | Martina Hingis         | Iva Majoli              | Martina Hingis      | Martina Hingis          |
| 1996 | Monica Seles           | Steffi Graf             | Steffi Graf         | Steffi Graf             |
| 1995 | Mary Pierce            | Steffi Graf             | Steffi Graf         | Steffi Graf             |
| 1994 | Steffi Graf            | Arantxa Sánchez Vicario | Conchita Martínez   | Arantxa Sánchez Vicario |
| 1993 | Monica Seles           | Steffi Graf             | Steffi Graf         | Steffi Graf             |
| 1992 | Monica Seles           | Monica Seles            | Steffi Graf         | Monica Seles            |
| 1991 | Monica Seles           | Monica Seles            | Steffi Graf         | Monica Seles            |
| 1990 | Steffi Graf            | Monica Seles            | Martina Navrátilová | Gabriela Sabatini       |

### Mężczyźni
| Rok  | Australian Open       | French Open           | Wimbledon        | US Open               |
| ---- | --------------------- | --------------------- | ---------------- | --------------------- |
| 2025 | Jannik Sinner         | Carlos Alcaraz        | Jannik Sinner    |                       |
| 2024 | Jannik Sinner         | Carlos Alcaraz        | Carlos Alcaraz   | Jannik Sinner         |
| 2023 | Novak Đoković         | Novak Đoković         | Carlos Alcaraz   | Novak Đoković         |
| 2022 | Rafael Nadal          | Rafael Nadal          | Novak Đoković    | Carlos Alcaraz        |
| 2021 | Novak Đoković         | Novak Đoković         | Novak Đoković    | Daniił Miedwiediew    |
| 2020 | Novak Đoković         | Rafael Nadal          | nie rozgrywano   | Dominic Thiem         |
| 2019 | Novak Đoković         | Rafael Nadal          | Novak Đoković    | Rafael Nadal          |
| 2018 | Roger Federer         | Rafael Nadal          | Novak Đoković    | Novak Đoković         |
| 2017 | Roger Federer         | Rafael Nadal          | Roger Federer    | Rafael Nadal          |
| 2016 | Novak Đoković         | Novak Đoković         | Andy Murray      | Stan Wawrinka         |
| 2015 | Novak Đoković         | Stan Wawrinka         | Novak Đoković    | Novak Đoković         |
| 2014 | Stan Wawrinka         | Rafael Nadal          | Novak Đoković    | Marin Čilić           |
| 2013 | Novak Đoković         | Rafael Nadal          | Andy Murray      | Rafael Nadal          |
| 2012 | Novak Đoković         | Rafael Nadal          | Roger Federer    | Andy Murray           |
| 2011 | Novak Đoković         | Rafael Nadal          | Novak Đoković    | Novak Đoković         |
| 2010 | Roger Federer         | Rafael Nadal          | Rafael Nadal     | Rafael Nadal          |
| 2009 | Rafael Nadal          | Roger Federer         | Roger Federer    | Juan Martín del Potro |
| 2008 | Novak Đoković         | Rafael Nadal          | Rafael Nadal     | Roger Federer         |
| 2007 | Roger Federer         | Rafael Nadal          | Roger Federer    | Roger Federer         |
| 2006 | Roger Federer         | Rafael Nadal          | Roger Federer    | Roger Federer         |
| 2005 | Marat Safin           | Rafael Nadal          | Roger Federer    | Roger Federer         |
| 2004 | Roger Federer         | Gastón Gaudio         | Roger Federer    | Roger Federer         |
| 2003 | Andre Agassi          | Juan Carlos Ferrero   | Roger Federer    | Andy Roddick          |
| 2002 | Thomas Johansson      | Albert Costa          | Lleyton Hewitt   | Pete Sampras          |
| 2001 | Andre Agassi          | Gustavo Kuerten       | Goran Ivanišević | Lleyton Hewitt        |
| 2000 | Andre Agassi          | Gustavo Kuerten       | Pete Sampras     | Marat Safin           |
| 1999 | Jewgienij Kafielnikow | Andre Agassi          | Pete Sampras     | Andre Agassi          |
| 1998 | Petr Korda            | Carlos Moyá           | Pete Sampras     | Patrick Rafter        |
| 1997 | Pete Sampras          | Gustavo Kuerten       | Pete Sampras     | Patrick Rafter        |
| 1996 | Boris Becker          | Jewgienij Kafielnikow | Richard Krajicek | Pete Sampras          |
| 1995 | Andre Agassi          | Thomas Muster         | Pete Sampras     | Pete Sampras          |
| 1994 | Pete Sampras          | Sergi Bruguera        | Pete Sampras     | Andre Agassi          |
| 1993 | Jim Courier           | Sergi Bruguera        | Pete Sampras     | Pete Sampras          |
| 1992 | Jim Courier           | Jim Courier           | Andre Agassi     | Stefan Edberg         |
| 1991 | Boris Becker          | Jim Courier           | Michael Stich    | Stefan Edberg         |
| 1990 | Ivan Lendl            | Andrés Gómez          | Stefan Edberg    | Pete Sampras          |